# Alix von Frankreich, Gräfin von Vexin
Alix von Frankreich (* 1160 oder wohl 1170; † nach 1218) war eine französische Königstochter aus dem Haus der Kapetinger; sie war als Ehefrau von Richard Löwenherz vorgesehen, Gerüchten zufolge aber die Mätresse von Richards Vater, des englischen Königs Heinrich II.
Sie ist auch bekannt als Alaïs, Adélaïde, Adèle, Alais oder Alys – aber nicht zu verwechseln mit ihrer Halb-Schwester Alix von Frankreich, spätere Gräfin von Blois, der Tochter von König Ludwig VII. mit dessen erster Frau Eleonore von Aquitanien, der in zweiter Ehe mit Heinrich II. vermählten Mutter Richard Löwenherz’.

## Herkunft
Alix war, der Darstellung von Père Anselme, Runciman und Schwennicke (siehe unten) folgend, die wohl 1170 geborene Tochter von König Ludwig VII. von Frankreich (* 1120, † 1180) aus seiner dritten Ehe mit Adela von Champagne (* wohl 1140, † 1206), Tochter des Grafen Theobald II., und damit die jüngere Schwester des späteren Königs Philipp II.
Nach Ansicht von Lappenberg/Pauli und Obermeier hingegen war sie eine deutlich früher geborene Tochter von Ludwig VII. Nach Père Anselme und Schwennicke käme dafür nur eine 1160 geborene Alix oder Adelheid aus Ludwigs zweiter Ehe, der mit Konstanze von Kastilien (* wohl 1140, † 1160), Tochter des Königs Alfons VII., in Frage, von der allerdings beide berichten, dass sie jung und kurz nach ihrer Mutter starb bzw. im Jahr 1160 geboren wurde und das Jahresende nicht erlebte.

## Die Jahre in England (nach Père Anselme u.a.)
Am 30. September 1174 vereinbarten ihr Vater und König Heinrich II. von England (* 1133, † 1189) eine Heirat mit Richard (* 1157, † 1199), dem dritten (und zweiten lebenden) Sohn des Engländers, nachdem ihre ältere Halbschwester Margarete (* 1158, † 1197) seit 1172 bereits mit Richards älterem Bruder, dem Kronprinzen Heinrich (* 1155, † 1183) verheiratet war.
Nach dem Tod ihres Vaters (1180) und des Kronprinzen Heinrich (1183) kam Alix wohl 1185 und damit 15-jährig an den englischen Hof (ihre Halbschwester Margarete, Heinrichs Witwe, heiratet Ende 1186 den ungarischen König Béla III.). Richard, der sich ohnehin im Widerstand zu seinem Vater befand, weigerte sich jedoch, Alix zu heiraten, so dass die Ehe entgegen den Abmachungen nicht geschlossen werden konnte. Und da der König die abgelehnte Braut auch nicht in ihre Heimat zurückkehren ließ, „liefen allerlei hässliche Gerüchte um, dass [König] Heinrich selbst mit ihr allzu vertrauten Umgang pflege.“
1189 bekräftigen Heinrich II. und Philipp II., seit 1180 der Nachfolger Ludwigs VII., im Vertrag vom Colomiers (heute im Département Haute-Garonne) ihre Absicht, Richard und Alix zu verheiraten. Doch Richards militärischer Sieg über seinen Vater und dessen Tod im gleichen Jahr, sein Regierungsantritt und die Befreiung von Eleonore von Aquitanien (* um 1122, † 1204), der lange Jahre festgesetzten Mutter des neuen Königs, wandte das Blatt endgültig zu Ungunsten der jungen Französin. Eleonore wünschte „jetzt, da Heinrichs Tod sie aller Zurückhaltung entledigte, ihren Lieblingssohn nicht mit einem Mitglied einer Familie verbunden zu sehen, die sie hasste, und noch dazu mit einer Frau, von der sie glaubte, dass sie die Geliebte ihres Mannes gewesen war. Ihr lagen die Interessen ihrer heimatlichen Guyenne am Herzen; sie hatte deshalb beschlossen, ihn mit einer Prinzessin von Navarra zu verheiraten…“. Und Richard fügte sich.
Mitte 1190 brachen Richard und Philipp II. von Frankreich gemeinsam zum Dritten Kreuzzug auf. Sie trafen sich in Messina, wo sie am 8. Oktober das weitere Vorgehen besprachen. Als Philipp bei dieser Gelegenheit „abermals die Frage von Alices Heirat zur Sprache brachte, lehnte Richard es ab, sie überhaupt in Betracht zu ziehen, und gab als Grund Alices schlechten Ruf an“. Im Frühjahr 1191, nach der Überwinterung in Messina, war Philipp bereit, „alle seine Zwistigkeiten mit Richard beiseite zu schieben, und erklärte ihn in aller Form für frei zu heiraten, wen immer er wolle. So ging Philipp in einer Stimmung allgemeinen Wohlwollens am 30. März 1191 mit allen seinen Truppen von Messina in See. Sobald er den Hafen verlassen hatte, trafen Königin Eleonore und Prinzessin Berengaria [von Navarra] dort ein.“ Die Ehe zwischen Richard und Berengaria wurde am 12. Mai 1191 in Limassol auf Zypern geschlossen.
Alix saß weiterhin im fernen England fest. Erst als Richard nach dem Kreuzzug und seiner Gefangenschaft auf Trifels 1194 wieder nach England zurückgekehrt war, durfte sie Anfang 1195 nach Frankreich zurückkehren.

## Eine andere Jugend
Nach Lappenburg (S. 152) wurden Alice und Richard bereits im Jahr 1167 miteinander verlobt, allerdings verzichtet er darauf, das Geburtsjahr der Prinzessin zu erwähnen. Mit Rückgriff auf Père Anselme wäre nun anzunehmen, dass die Verlobte mit jener Alix (oder Adelheid) identisch ist, die 1160 als jüngere Tochter aus Ludwigs Ehe mit Konstanze von Kastilien geboren wurde – sofern man außer Acht lässt, dass Père Anselme für diese Tochter angibt, dass sie kurz nach ihrer Mutter († 1160) starb.
Zum Jahr 1177, also zehn Jahre später, schreibt Lappenburg, dass Alice „sich schon seit längerer Zeit in Heinrichs Hut“ befand, „ohne dass dieser Ernst machte, sie dem Sohne zu vermählen“, sowie: „Schon seit einiger Zeit nämlich hatte er [Heinrich II.] durch Gesandte über die Mitgift verhandeln lassen, welche seine Söhne Heinrich und Richard durch Verheiratung mit den Töchtern Ludwigs erhalten sollten. Für die einen nahm er das Vexin in Anspruch und für Richard … die Stadt Bourges mir der Grafschaft Berry“. Um der Umsetzung der Vereinbarung Nachdruck zu verleihen, versicherte sich Ludwig des Beistands des päpstlichen Legaten Peter von St. Chrysogonus, ehemaligem Bischof von Meaux (1172–1174) und Kardinal, „der unvermutet die Länder des Königs von England mit dem Interdikt bedrohte, wenn er nicht sogleich seine Einwilligung zur Heirat geben würde.“
„Am 11. September traf Heinrich mit dem Kardinal zu Rouen zusammen, der die Ausführung seiner Drohung so lange hinausschob, bis eine Verhandlung mit dem König von Frankreich stattgehabt haben würde. Dazu kam es denn auch schon am 21. September zwischen Ivry und Nonancourt. Heinrich versprach nochmals, dem Verlangen seines Lehnherrn nachkommen zu wollen, und schloss mit ihm einen Freundschaftsvertrag …“
Über die Bekräftigung der Verlobung durch Heinrich II. kurz vor seinem Tod (1189), das heißt insbesondere die Nichterfüllung der Abmachung weitere 12 Jahre lang sowie die schlussendliche Aufkündigung der Vereinbarung durch Richard im Jahr darauf herrscht in der Literatur Einigkeit.

## Die Jahre in Frankreich
Nach der Rückkehr seiner (Halb-)Schwester fand Philipp II. für sie recht schnell einen Ehemann. Am 20. August 1195 heiratete sie den Grafen Wilhelm von Ponthieu, den Sohn und Erben des Grafen Jean I. († 1191) aus dem Haus Montgommery und der Beatrice de Saint-Pol. 1197 wird sie zur Gräfin von Vexin ernannt und am 17. April 1199 als Mutter eines Mädchens erwähnt: Ihre und Wilhelms Tochter ist Marie de Ponthieu, die als einziges Kind auch Erbin des Ponthieu (aber nicht des Vexin) werden wird.

## Alix in den zeitgenössischen Quellen
- Robert von Torigni († 1186): 1160 stirbt „Constantia regina Franciæ“ im Kindbett[7].
- Alberich von Trois-Fontaines († nach 1252) nennt „reginam Margaretam Anglie et comitissam Aaliz“ als Kinder Ludwigs VII. und seiner zweiten Ehefrau, und fügt hinzu, das Alix mit „Guilelmus comes de Pontivo“ verheiratet gewesen sei[8]
- Rodericus Ximenes († 1247) nennt „Adelodis“ als Tochter von „Ludovico Regi Francorum“ und seiner Ehefrau „Elisabeth“ (fälschlich für Constantia), mit dem Hinweis, dass sie den „Comitis de Pontivo“ heiratete[9]
- Roger von Hoveden († wohl 1201) berichtet, dass die Verlobung von Richard und der Tochter Ludwigs erstmals 1161 vorgeschlagen wurde, als Richards älterer Bruder Heinrich mit ihrer Schwester Margarete verlobt wurde[10]
- Gervasius erwähnt die Verlobung von „Ricardus…filius regis Anglæ“ und „filiam regis Franciæ quam habuit de filia regis Hispanorum“ für das Jahr 1169[11]
- Benedikt von Peterborough († 1194) erwähnt für den „XI Kal Oct 1177“ die Verlobung von „rex Anglie…Ricardus comes Pictaviæ filius eius“ und „regi Franciæ…filiam“ als Teil des gleichzeitig geschlossenen Friedensvertrages (I 1177, p. 191); darüber hinaus berichtet er, dass die Verlobung von „Alesia soror eius [Philippi regis Franciæ]“ und Richard 1189 erneuert wurde[12]

## Rezeption
Alix ist Nebenfigur in James Goldmans Theaterstück Der Löwe im Winter. In der gleichnamigen, oscarprämierten Verfilmung aus dem Jahr 1968 wird sie von Jane Merrow verkörpert.